# Оу, Джули
Джу́ли О́у (англ. Julie Ow; род. 7 июня 1960, Окленд, Калифорния, США) — американская актриса.

## Биография и карьера
Родилась 7 июня 1960 года в Окленде, штат Калифорния. 
Джули Оу появилась в таких телевизионных шоу, как «Мастер», «Отель», «Закон Лос-Анджелеса», «Служебная командировка», «Миссия невыполнима» (ремейк), «Охотник», «Жить одному», «Временно ваш», «Мелроуз-Плейс», «Вавилон-5», «Сибилл», «Гавайи», двух эпизодах «Остаться в живых», в кинофильме «Lifetime» «Специальная доставка» и инди-фильме «Савасана».
Джули Оу также занимается чревовещанием. Джули и её марионетка, Сок, выступают с Screen Actors Guild Foundation с программой по распространению грамотности среди детей, «BookPALS». Их веб-сайт Sock and Shu доступен на YouTube. 
Джули Оу является генеральным директором и основателем «Planet Jelly Donut», интернет-источника позитивных цитат и утверждений. Организация была создана после того, как Джули написала новеллу по самопомощи «POPULATION OF 1», вдохновляющую взрослую сказку, опубликованную в 2006 году.

## Избранная фильмография
| Год       |   | Русское название | Оригинальное название | Роль           |
| --------- | - | ---------------- | --------------------- | -------------- |
| 2005—2006 | с | Остаться в живых | Lost                  | медсестра Лока |